# ハイパーリンク (劇作手法)
ハイパーリンクとは、本来、様々な事情において表向きには関連する事が無いとされる複数の作品において、物語の表層では注目されない些細な部分を利用し「同一世界の物語」ないしは「並行世界の物語」と認識させる表現方法。もしくはその表現を用いた設定およびストーリーそのもの。

## 概要
「些細な部分」の代表例としては「共通する脇役の登場」や「同一企業・団体の登場」などが挙げられる。また「脇役や主人公のセリフからリンク先の作品の出来事に言及される」など、個々の手法は様々である。

## 代表的な作家および作品

### 作家

#### 漫画家・漫画原作者
- 石ノ森章太郎の諸作品（仮面ライダーシリーズに代表される特撮作品群など）
- 石黒正数の諸作品
- 佐木飛朗斗の諸作品
- 志村貴子の諸作品
- 冬目景の諸作品
- 七月鏡一の諸作品
- 水城まさひとの諸作品
- 日本橋ヨヲコの諸作品

#### 小説家
- 池井戸潤の諸作品
- 伊坂幸太郎の諸作品
- 入間人間の全オリジナル作品
- 海堂尊の諸作品
- 上遠野浩平の全オリジナル作品
- 香月日輪の諸作品
- はやみねかおるの諸作品
- 火浦功の諸作品
- ひかわ玲子の諸作品
- 森見登美彦の諸作品
- 福井晴敏の諸作品

### 作品
- 踊る大捜査線シリーズ
- ごくせんシリーズ
- CLAMPの作品群（『ANGELIC LAYER』と『ちょびっツ』、『XXXHOLiC』と『ツバサ-RESERVoir CHRoNiCLE-』など、特殊な関係性を持たせた作品群が多く見られる）
- TYPE-MOONの作品群
- 野木亜紀子・塚原あゆ子・新井順子のタッグによる作品（『アンナチュラル』、『MIU404』）
- 『言の葉の庭』、『君の名は。』、『天気の子』（新海誠監督作品）
- 崩壊シリーズ